# LeShon Collins
LeShon JaBre Collins, né le 11 décembre 1993 à Chester (Pennsylvanie), est un athlète américain, spécialiste du sprint.
Le 15 mai 2016, il bat ses records personnels à Orlando, à la fois sur 100 m, en 10 s 15, et sur 200 m, en 20 s 43. Après avoir terminé deuxième du 60 m en salle lors des Championnats nationaux à Albuquerque le 5 mars 2017, il remporte la médaille d'or du relais 4 x 100 m lors des Relais mondiaux le 22 avril 2017. son adversaire Mario Burke, comme lui étudiant à l'université de Houston est comme Collins le premier relayeur de l'équipe de Barbados qui arrive seconde.